# Cabezas de Cera
Cabezas de Cera es un grupo de rock progresivo, jazz y música experimental, procedente de México. Es uno de los primeros grupos mexicanos de rock que utilizan instrumentos musicales de otras partes del mundo en sus composiciones como el whistle, chapman stick, didgeridoo, zurna, entre otros; pero también interpretan música con instrumentos fabricados por ellos mismos, especialmente en metal.
Aun cuando han estado alejados de la escena mainstream del rock mexicano, son considerados una de las mejores agrupaciones de rock del país y se han presentando en muchos escenarios tanto nacionales como internacionales.

## Historia
Cabezas de Cera  se formó en la Ciudad de México en 1995, de la mano de los hermanos Mauricio y Francisco Sotelo, así como Cristóbal Pliego. 
El nombre del grupo fue tomado del libro El reino de este mundo, de Alejo Carpentier.
Pasado el tiempo Cristóbal Pliego deja el grupo y en 1998 entra Ramsés Luna al grupo. Bajo esta formación de trío, el grupo edita su primer trabajo llamado homónimamente Cabezas de Cera (2000).
A lo largo de 17 años han experimentado diversas conformaciones. Su propuesta sonora se caracteriza por la combinación de una instrumentación poco convencional con instrumentos únicos creados por el percusionista del grupo, lo que da como resultado un sonido propio, experimental y contemporáneo, local y al mismo tiempo universal, que encuentra un equilibrio entre lo acústico y lo electrónico.

## Integrantes

### Formación actual
- Mauricio Sotelo - chapman stick, guitarra, vihuela, tricordia, charrófono, jarana, arpa, bajo
- Francisco Sotelo - bombo, platillos, caja, kitai, batería, whistle, arpa, percusiones

### Exintegrantes
- Cristóbal Pliego - bajo
- Ramsés Luna - vocalista, saxofón, control de viento, clarinete, flauta transversa, whistle, kalimba, didgeridoo, zurna, sampler

## Discografía

### Álbumes de estudio
- 2000: Cabezas de Cera.
- 2002: Un segundo.
- 2004: Metalmúsica: aleaciones aleatorias.
- 2004: Cabezas de Cera en directo Ciudad de México.
- 2005: Fractal Sónico 95 05.
- 2007: Cabezas de Cera Hecho en México.
- 2012: Hermandad

### Compilaciones
- 2005: Fractal Sonico '95-'05

### Filmografía
- 2009: Live in Nearfest 2009